# Sidama (grupa etniczna)
Sidama – afrykańska grupa etniczna zamieszkująca w Strefie Sidama w południowo-zachodniej Etiopii. Ich populację szacuje się na ponad 4,5 mln, mówiących językiem sidamo, z rodziny języków kuszyckich.
Sidama w większości to rolnicy pracujący na własne potrzeby. Uprawiają głównie kawę, banany i kukurydzę. Ważny element stanowi hodowla bydła. Obchody noworoczne ludu Sidama noszą nazwę Fichee-Chambalaalla i zostały w 2015 roku wpisane na listę reprezentatywną niematerialnego dziedzictwa kulturowego UNESCO. 
Za stolicę grupy uważa się miasto Auasa. Zdecydowana większość została nawrócona na protestantyzm.  